# 漢默堡 (佛羅里達州)
漢默堡（英語：Fort Hamer）是位於美國佛羅里達州馬納提縣的一個非建制地區。該地的面積和人口皆未知。

## 地理
漢默堡的座標為27°31′31″N 82°25′48″W / 27.52528°N 82.43000°W，而該地的平均海拔高度為2米（即7英尺）。